# كرايغ ميلر (لاعب اتحاد الرغبي)
كرايغ ميلر (بالإنجليزية: Craig Millar)‏ هو لاعب اتحاد الرغبي نيوزيلندي، ولد في 29 أكتوبر 1990 في دنيدن في نيوزيلندا.

## وصلات خارجية
- كرايغ ميلر عل موقع إسبنسكروم (الإنجليزية)
- كرايغ ميلر على موقع ItsRugby.co.uk (الإنجليزية)